# سنترال بلازا

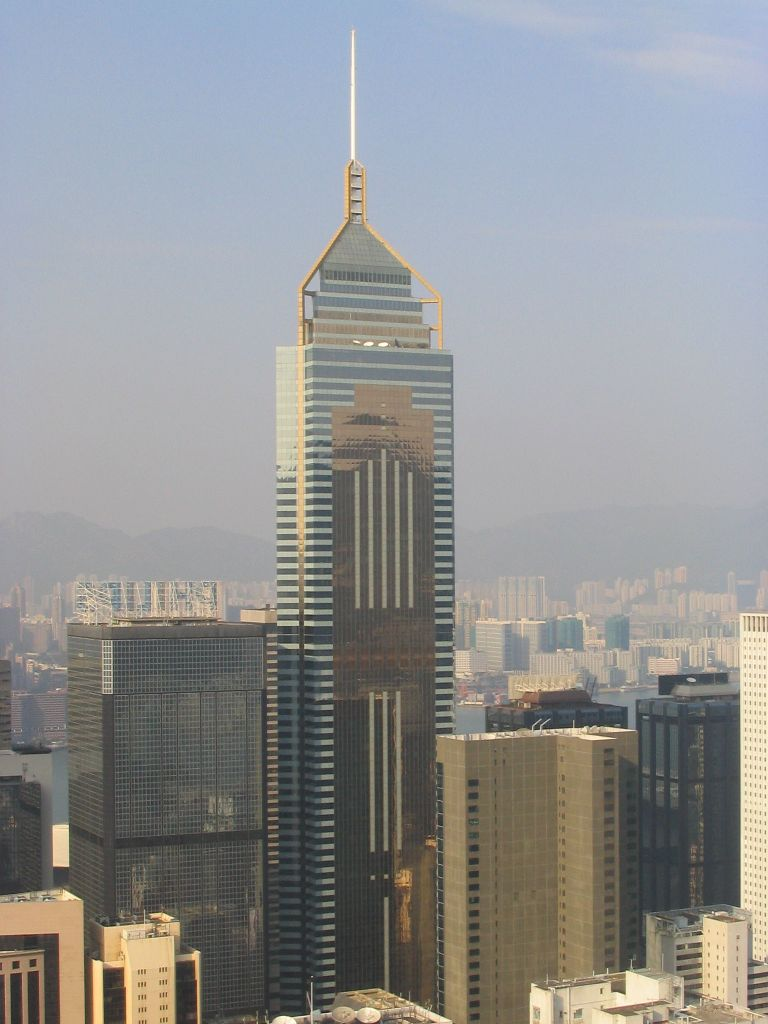
سنترال بلازا

سنترال بلازا هو ناطحة سحاب بارتفاع 374 متر ويعتبر ثاني أطول مبنى في هونغ كونغ وعاشر أطول مبنى مكتمل في العالم، تم الانتهاء من بناءه في عام 1992.